# Gospodarowanie rezerwą powodziową
Gospodarowanie rezerwą powodziową – metody gospodarki i sterowania przepływem na zbiornikach wodnych, mające na celu przechwycenie w zbiorniku szczytu fali  powodziowej, lub wyrównanie odpływu rocznego.

## Metody gospodarowania rezerwą powodziową
Stosowane są następujące metody:
- metoda sztywna
- metoda półsztywna
- metoda oparta na prognozie

## Metody sterowania opróżnieniem zbiornika
Wyróżnia się:
- sposób sztywny opróżniania rezerwy
- sposób sterowany opróżniania rezerwy

## Cel i skutki stosowania powyższych metod
Powyższe działania prowadzą do:
- zmiany wielkości opływu na cieku poniżej zbiornika,
- umożliwienia ograniczenia lub niedopuszczenia do powstania przepływów większych niż dopuszczalne poniżej zbiornika (do pewnych granic możliwości retencyjnych zbiornika lub zespołu zbiorników),
- umożliwienia zwiększenia przepływów poniżej zbiornika w okresach zbyt niskich przepływów.